# Gillian Bevan
Gillian Bevan (Stockport, 13 febbraio 1956) è un'attrice britannica.

## Biografia
Molto attiva in campo teatrale, ha interpretato Dorothy Gale nella produzione della Royal Shakespeare Company de Il mago di Oz, incidendo anche "Somehwere over the rainbow" su disco. Particolarmente impegnata nel teatro musicale del West End londinese, ha cantato e recitato nei musical Follies (1987), The Boys From Syracuse per la regia di Judi Dench (1991), Grand Hotel (2004), Road Show (2011) e Billy Elliot the Musical (2012) nel ruolo dell'insegnante di ballo Mrs Wilkinson. Ha recitato anche in diverse opere di prosa, tra cui Come vi piace per la Royal Shakespeare Company a Londra e Stratford.

## Filmografia parziale
- Nemici amici - serie TV, 1 episodio (1984)
- Copper - serie TV, 1 episodio (1988)
- Pie in the Sky - serie TV, 1 episodio (1994)
- Metropolitan Police - serie TV, 1 episodio (1995)
- Jack Frost - serie TV, 1 episodio (1996)
- Holby City - serie TV, 11 episodi (2003-2006)
- Doctors - serie TV, 8 episodi (2005-2017)
- Testimoni silenziosi - serie TV, 1 episodio (2007)
- Lewis - serie TV, 1 episodio (2008)
- Shakespeare & Hathaway - serie TV, 1 episodio (2019)